# Монгольская книжная культура
Монгольская книжная культура возникла в XIII веке в Монгольской империи в связи с созданием письменности. В том же веке возникло книгопечатание. Культура монгольской книги получила новый толчок к развитию с распространением в XVI веке буддизма и бурной переводческой деятельности. Характерной особенностью традиционной книжной культуры монгольских народов было сосуществование ксилографического книгопечатания и рукописной передачи текстов, эта двойственность просуществовала до первой четверти XX века. При этом рукописи до самого позднего периода направляли и определяли формат и особенности печатных книг.
В большинстве монгольских языков в значении «книга» используется слово монг. ном, восходящее к греческому корню, обозначающему «закон». В калмыцком языке в аналогичном значении используется древнее общемонгольское слово монг. дэвтэр — «тетрадь». Существуют и другие слова с теми же значениями, но их употребление ограничено узкими группами конкретных книг, в зависимости от их формы и содержания.

## Формы книг

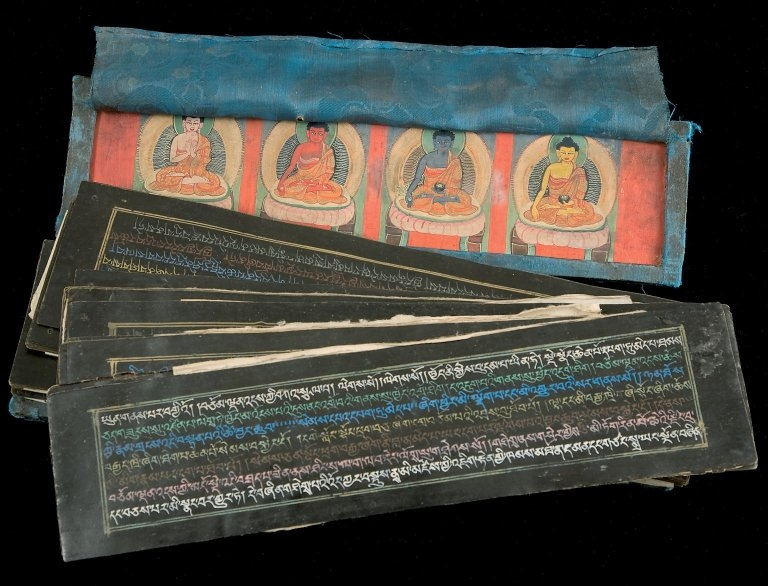
Типичная форма тибетской и монгольской книги. На иллюстрации рукописный иллюминированный экземпляр тибетской «Сутры великого освобождения», написанной на чёрной бумаге золотыми, серебряными, коралловыми, лазуритовыми и бирюзовыми чернилами

Самой характерной и распространённой формой монгольских книг является книга «пальмовые листья», восходящая к древнеиндийскому прототипу. Эта форма была воспринята через тибетцев и уйгуров. Первоначально такая книга называлась boti, от хиндустанского «ботхи», но в современном монгольском языке слово боть стало обозначать тома европейских книг. Книга «пальмовые листья» состоит из отдельных бумажных листов в форме удлинённого параллелограмма, длинная сторона которого в три-пять раз больше короткой. Строки чаще всего шли параллельно короткой стороне, реже — длинной. Монгольские «пальмовые листья», в отличие от индийского прототипа, не прошнуровывались, но в изданиях, напечатанных в Китае, типографщики для сбережения экземпляров пропускали через проколотые отверстия на верхнем поле листа нить, которую потом удалял владелец книги.
Другая разновидность монгольских книг — «гармошка», заимствованная у уйгуров. Такая книга состоит из цельного листа бумаги, сложенного гармоникой в формате пальмовых листьев. Третья форма монгольской книги — тетрадь, сшитая из листов в горизонтальном или вертикальном формате. Листы в них китайского типа — двойные. Первая датированная монгольская печатная книга (1312 года) была после печати сшита по короткой стороне, вдоль которой шли строки. В Северной Монголии и Бурятии с XVIII века встречались тетради европейского типа, то есть сложенные пополам листы, сшитые посередине по линии фальцовки.

## Техника письма
Монгольские писцы и литераторы пользовались калямом (монг. γзэг) и кистью. Калямы изготавливались из тростника или бамбука, реже из дерева и кости в форме долота. Длина лезвия каляма определяла толщину вертикальных штрихов, а ширина — их тонкость, технические его особенности определяли каллиграфический монгольский почерк с XVII века. Кисть (монг. бир — это слово заимствовано из среднекитайского через уйгурский) использовалась китайская с бамбуковым стержнем. Вероятно, в Монголии кисти не производились, а закупались у китайских кистевязов. С XVIII века ойраты и буряты использовали европейское перо. Писали обычно тушью, но китайская тушь была предметом роскоши, и монгольские писцы сами готовили её из сажи, также использовалась киноварь, но особо ценные религиозные тексты записывались драгоценными чернилами на основе золота, серебра, муки коралла и бирюзы. Чернильницы использовались китайские — с углублением для растирания туши в воде, хранилищем разведённой краски служили и большие кисти.
По описанию П. Палласа, для временных записей использовали диптихи из древесины лиственницы, внутренняя поверхность которых намазывалась смесью сажи и сала, и присыпалась золой аргала. После процарапывания палочкой нижний слой проступал под светло-серой золой чёрным. Это орудие было тибетским по происхождению, оно использовалось в школах, а также писцами для составления черновиков или записи перевода с голоса, о чём свидетельствуют послесловия Зая-Пандиты.
Рукописи были широко распространены по всей Монголии, поскольку печатные книги были до́роги и печатни располагались обычно далеко; переписывание же священных книг считалось важной добродетелью, очищающей карму, и в XVII—XVIII веках обычной и востребованной была профессия странствующего монаха-каллиграфа.
Замеченные описки исправлялись либо в ходе переписывания, либо редактором при сличении и проверке готового текста. При правке неправильно написанные или излишние знаки вычёркивались или смывались, а если бумага была слишком тонка, кусок с неправильным словом вырезали или заклеивали сверху. Однако чаще использовали корректурные знаки, помещаемые мелким почерком между строк или налево от строки.

## Книгопечатание

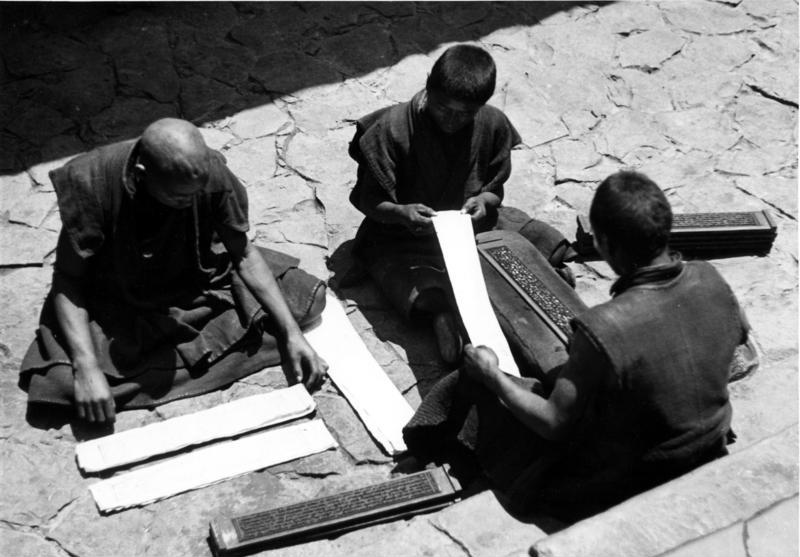
Печатание книг с досок в тибетском монастыре. Аналогичным образом печатали и в Монголии. Шигадзе, фото 1938 года

По сведениям, приводимым К. К. Флугом, монголы познакомились с китайской технологией ксилографии во второй половине XIII века. Эта технология без существенных изменений использовалась до начала XX века. Каллиграф переписывал тиражируемый текст на тонкой прозрачной бумаге, которую наклеивали на отшлифованную деревянную доску из твёрдых пород древесины (груша, яблоня, на севере — и берёза) лицевой стороной так, чтобы на поверхности знаки были видны с обратной стороны.  Для размягчения доски и лучшего пропечатывания символов на её поверхности доску смазывали составом наподобие клейстера, изготавливаемым обычно из проваренного риса, также сообщается о том, что доску для этой цели вываривали в масле. После этого резчик выдалбливал промежутки между знаками по контурам, получая зеркальный текст. После этого печатник промазывал доску тушью (шерстинки из кисти часто прилипали к бумаге при печати), накладывал на неё бумагу и мягкой щёткой оттискивал позитивный отпечаток. Размер доски определялся размерами рукописного архетипа, возможные опечатки были результатом неточной работы резчика: наряду с профессионалами иногда и скотоводы брали заказы из монастырей на вырезывание досок священных текстов..
Производительность ксилографической печатни была довольно велика: Ж. Дюальд писал о китайских типографах, что «если доски уже награвированы, бумага нарезана и краска готова, то один человек со своей щеткой без устали может оттискивать почти десять тысяч листов в один день». Видимо, это справедливо и для Монголии. Описание работы тибетских кочевых типографов оставил русский востоковед Г. Цыбиков, наблюдавший их во время путешествия 1900—1901 годов.
Чёрную краску готовили из сажи, которую уваривали в алкоголе; кроме чёрной, использовали красную, синюю и оранжевую. Известны многокрасочные ксилографы XVII — начала XVIII веков, печатаемые с трёх досок, но обычно печатные монгольские издания монохромные. Стёртые доски шлифовали заново, либо реставрируя стёршийся рельеф текста, углубляя контуры, либо награвировывая новый текст. Если обнаруживались опечатки, резчик выпиливал дефектные знаки, вставляя взамен брусок с правильным начертанием. Опечатки в готовых копиях исправляли владельцы от руки, но иногда и на печатном дворе делали правильные формы на полосках бумаги, которые вклеивали в готовые экземпляры. Если опечаток было слишком много, заменяли печатную доску. Вместо деревянных матриц иногда пользовались медными чеканными.

## Оформление

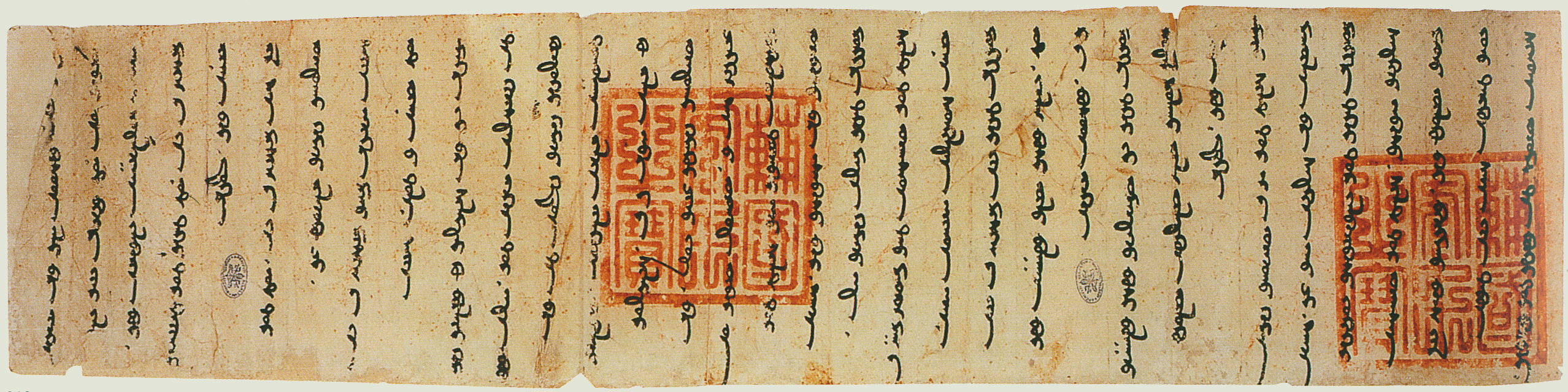
Письмо Аргун-хана Папе Римскому Николаю IV. 1290 год, размер бумаги 84 × 97 см

Главным материалом для изготовления книг у монголов служила бумага, которая была исключительно привозной. Для ксилографии в XIII—XIV веках использовалась однослойная китайская бумага, волокнистая у разрыва и превосходно впитывавшая тушь. Письма монгольских правителей Папам римским были написаны на бумаге из льняного волокна. Для листов большого формата использовали плотную, но хрупкую бумагу, а тетради и гармоники печатались на тонкой полупрозрачной китайской бумаге белого цвета. Для письма драгоценными чернилами с XVII века монголы лакировали листы чёрной или тёмно-синей краской, лакировалась и рамка текста. С того же века в Халхе и Бурятии начинается распространение русской, а затем и европейской бумаги. С конца XVIII века почти все байкальские бурятские, а затем и северомонгольские рукописи исполнялись на русской бумаге разных сортов. Бурятские ксилографы исполнялись на мягкой белой бумаге без водяных знаков.
Из-за нехватки бумаги листы для рукописей могли делаться также из оберточной бумаги пачек китайского чая, с синим штампом китайской фирмы. В монгольском фонде ИВР хранится несколько таких рукописей коллекций разных времен (например, Фролова, начала XIX века, или Жамцарано, начала XX века). В рукописных книгах изредка, а в письмах XIX века часто употребляли тонкую китайскую разноцветную бумагу: писали на красных, зелёных, голубых и тому подобных листах.
В тетрадях, так же как и в «вертикальных» книгах «гармоникой», верхнее поле бывает шире нижнего. Рамка рукописного текста обычно не обрисована, в отличие от ксилографических изданий, в которых рамка отмечалась всегда. Текст в ксилографах обычно печатался чёрной краской, а в маньчжурских императорских — красной или карминной. В рукописях красная краска могла использоваться для украшения обычного текста, символизируя подчёркивание или знаки почтения (красной краской выписывали отдельные слова, имена святых и торжественные посвящения). В поэтических текстах или текстах, написанных ритмической прозой, строки, целиком написанные красными чернилами, разбивают монотонный чёрный текст на группы и облегчают дело читателя. Основной текст и комментарии писались и печатались разным почерком и шрифтом. Комментарии в буддийских и шаманских рукописях, а также послесловия писались или печатались мелкими буквами. В исторической рукописи «Жёлтый изборник» (ИВР РАН, Монг. В175) комментарии написаны мелкими буквами между строками основного текста.

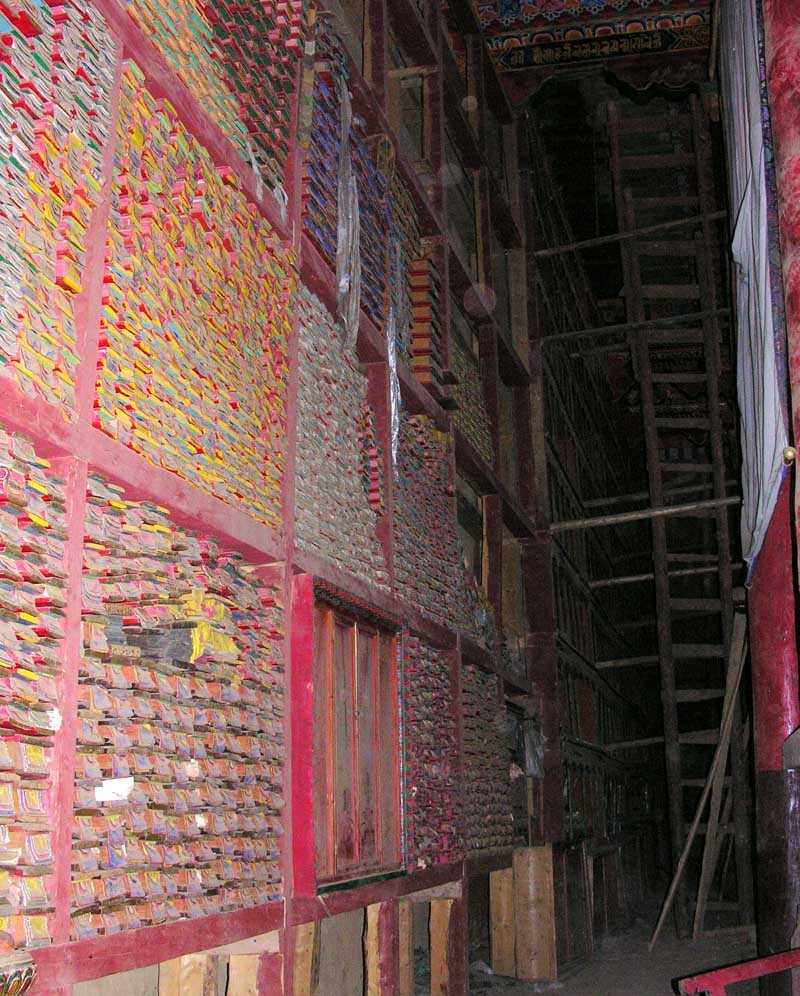
Полные тексты «Ганджура» и «Данджура» в монастырском книгохранилище. Монастырь Ривоче, Чамдо, фото 2005 года

Страницы монгольских книг нумеровались. Номер помещался налево от рамки, окаймлявшей текст, или в одном из левых углов внутри рамки. Число писалось по-монгольски прописью, тибетскими цифрами или обоими способами. Кроме нумерации листа, могла быть помещена информация, соответствующая европейскому колонтитулу: нумерация томов, сокращённое название, не всегда совпадающее с заглавием на обложке. В пекинских изданиях тома нумеровались китайскими циклическими знаками, а название давалось на китайском языке или в китайской транскрипции, — это делалось для удобства типографов, не знавших монгольского языка.
Первые и последние листы рукописей имели сложную многослойную рамку, а пустое место могли украшать рисунками. Начальный и последний листы некоторых особенно красиво исполненных рукописей (реже ксилографов) обтягивались шёлком. В рукописях также могло использоваться дерево: лист с текстом мог наклеиваться на тонкую деревянную доску (буквы иногда были нанесены густой золотой или серебряной краской, иной раз вырезаны из толстого картона или кожи и позолочены, — всё это на чёрном или синем фоне; по бокам листы украшались миниатюрами, на последнем листе они заполняли все пространство).
Украшения внутри книги могли быть геометрические и растительные; в китайских изданиях могли изображаться символы благополучия или — в императорских изданиях — ряд драконов, «играющих с жемчужиной». На последней странице книги или части книги, где оставалось место без текста, бывают «виньетки»: символы благополучия, стилизованные серьги, символы инь-ян, лотосы, колесо Дхармы (символ буддийского учения) и т. п. В этих орнаментах, которые появляются чаще всего в пекинских, потом под их влиянием в бурятских ксилографах, много общего с восточноазиатской и тибетской орнаментикой, а некоторые из них употреблены на бордюрах каменописных памятников, а также в светской и буддийской архитектуре Монголии; их нетрудно отличить от орнаментов кочевой культуры.
Иллюстрации в рукописях и ксилографах походят на европейские миниатюры назначением и размерами, но выполнялись акварелью и вклеивались в соответствующие места рукописи. Монохромные гравюры раскрашивались от руки, как в первопечатных европейских изданиях. Иллюстрация на конечной странице одного ксилографа была раскрашена в 15 красок.
Вместо обложки служил квадратный платок из хлопковой или шёлковой ткани, в который обёртывали «кирпич» книги «пальмовые листья». В монастырских библиотеках такой платок был жёлтого или оранжевого цвета, к одному из его углов привязывали тесёмку или ленту, которой обматывают угол завёрнутой книги. На коротком боку обёрнутой книги вешали бумажный или матерчатый ярлык с названием и шифром многотомного издания, как правило, тибетскими буквами и цифрами. Книги такого формата могли хранить и между досками, завязанными тесьмой или ремнями. У бурятов книги держали в деревянных ящиках, резных, лакированных и покрытых росписью.
В юрте книги традиционно хранили у северной или северо-западной стены, в том же сундуке, на котором располагался домашний алтарь. В монастырях книги хранились в центральной части храма. Книги укладывали друг на друга так, чтобы снаружи оказывался левый короткий бок с названием и шифром.